# 知覚狭小化
知覚狭小化（ちかくきょうしょうか、英: perceptional narrowing）とは、脳の発達過程において、通常認識しない刺激を認識する能力が弱まることを指す。
例えば、音声認識においては、日本人乳児の6-8ヶ月と10-12ヶ月を比較した結果、英語のL音とR音を聞き分ける能力が弱まり、逆にアメリカ人乳児は逆に認識能力の高まりを示したことが報告されている。 一方で、また研究された文献が充分でなく証拠が確かでないという批判や認識能力の違いを確認できなかったという追実験も報告されている。